# يعقوب بن زبدي

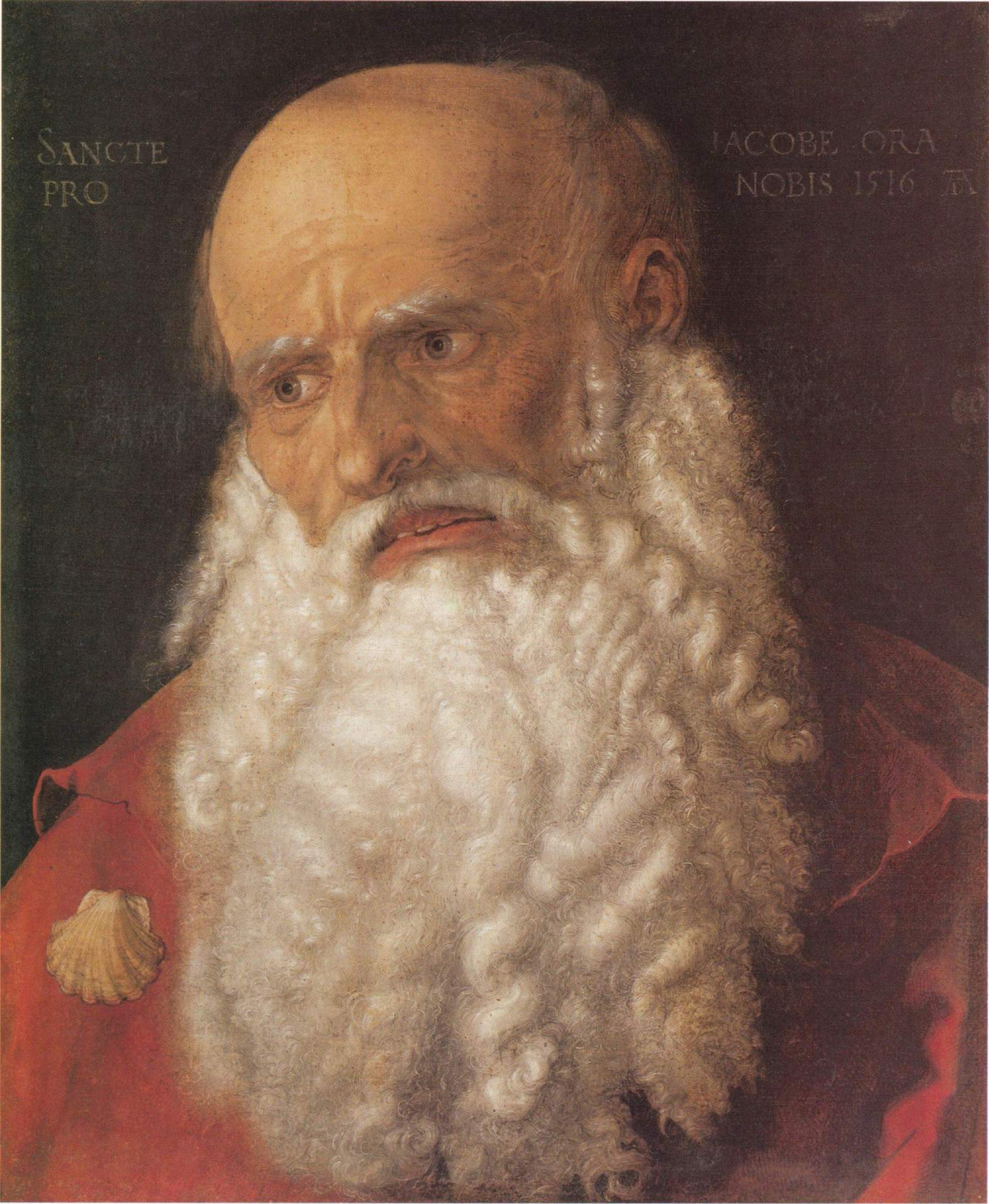
القديس يعقوب الكبير - ألبرشت دورر (1471-1528 م)

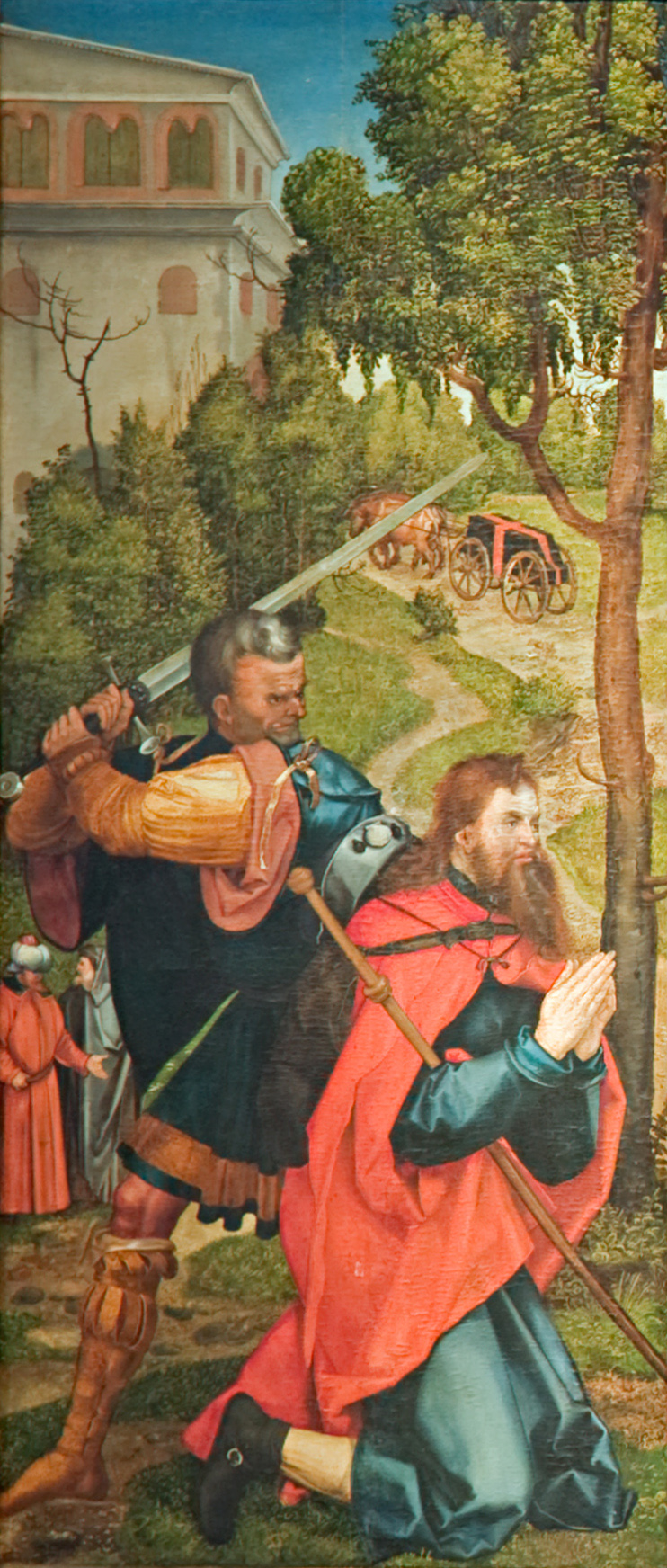
حكم الموت ينفذ بحق الرسول يعقوب الكبير للرسام الألماني ألبرشت دورر(1471-1528 م)

يعقوب الكبير بالعبرية יעקב ومعنى الاسم «الذي يمسك العقب أو الذي يحل محل آخر»، هو ابن زبدي وسالومة وشقيق يوحنا وكان الشقيقان من تلاميذ المسيح، لُقب يعقوب بالكبير لتمييزه من رسل وقديسين آخرين يحملون ذات الاسم، بحسب الإنجيل كان يعقوب مع شقيقه يوحنا من تلاميذ يوحنا المعمدان، والمعمدان نفسه قدم لهما يسوع ومن ثم تلقيا دعوة يسوع أثناء وجودهما مع أبيهما عند المركب فقد كانا صيادين فتركا كل شيء وأصبحا من ثم تلاميذه ، إن أصل الرسول يعقوب الجليلي قد يفسر بدرجة معينة الطاقة القوية والحماسة الفذة التي تميز بها مع أخوه يوحنا والتي دفعت يسوع إلى أن يسميهما بـ «بوانرجس – ابني الرعد» ، وكان معروف عن الجليليين أنهم يتميزون بالتدين والقوة والصلابة والنشاط وبأنهم كانوا دائما المدافعين عن الأمة اليهودية.

## قرابته من يسوع
بعض علماء العهد الجديد يقارنون بين النصوص الواردة في (يوحنا 19 : 25) و (متى 27 : 56) و (مرقس 15 : 40)، والتي تذكر اسام لعدة نساء، فينسبون شخصية مريم أم يعقوب الصغير ويوسف في إنجيلي مرقس ومتى إلى مريم زوجة كلوبا التي ذكرت في نص إنجيل يوحنا، ويتكرر اسم مريم المجدلية في النصوص الثلاثة، فيبقى اسم سالومة في إنجيل مرقس وينسبونها إلى «أم بني زبدي» التي ذكرت في إنجيل متى، وأخيرا ينسبون سالومة إلى «أخت أمه مريم» التي ذكرت في إنجيل يوحنا، فاستنادا إلى المقاربة الأخيرة يعتقدون بأن إنجيل يوحنا  كان يتكلم عن أربع نساء، فإذا كان هذا الافتراض الأخير هو الصحيح فإن سالومة أم يعقوب ويوحنا ستكون شقيقة مريم العذراء وعليه فإن يعقوب ويوحنا سيكونان أولاد خالة يسوع وهذا الأمر قد يفسر العلاقة المميزة بينهم، حيث نجد في (متى 20 : 20 – 23) أن سالومة تقدمت إلى يسوع وطلبت منه أن يجلس ولديها واحد عن يمينه والآخر عن يساره في مملكته، وعند الصليب عهد يسوع بأمه مريم إلى ابن أختها – الافتراضي – يوحنا بن زبدي، ولكن في نهاية الأمر لا يسعنا التأكد من حقيقة هذه القربة – إن وجدت – بين يسوع وبين الأخوين يعقوب ويوحنا لأن غاية تلك النصوص كانت الحديث عن وجود شهود على عملية الصلب والدفن وليس الحديث عن قرابات أو علاقات عائلية.

## موته
قُتل يعقوب بسبب إيمانه قرابة عام 44 م بأمر من الملك هيرودس أكريبا بن أريستوبولوس وحفيد هيرودس الكبير، وكان الملك هيرودس أكريبا قد تسلم الملك حديثا وكان جل اهتمامه إرضاء اليهود في مملكته لأجل ذلك بدأ بإثارة اضطهاد ضد الكنيسة الناشئة وأمر بقتل يعقوب بن زبدي بالسيف (أعمال 12 : 1 – 2) لأنه كان يعلم مكانة الرسول يعقوب العظيمة بالنسبة للمسيحيين وبأن قتله سيشكل ضربة قوية لهم، وبحسب أوسابيوس القيصري فأن الجلاد الذي نفذ حكم الإعدام بحق يعقوب تأثر بشهادة ابن زبدي عن المسيح واعتنق هو نفسه الديانة المسيحية، هناك روايات تتحدث عن أنه بشَّر في شبه الجزيرة الأيبيرية ثم عاد إلى فلسطين وبعد موته فيها ثم نقل رفاته إلى إسبانيا وهي محفوظة هناك، كما يُظن أيضا بأنها موجودة في كنيسة القديس ساتورنين في تولوز - فرنسا.

## مواقع خارجية
- الموسوعة الكاثوليكية
- المكتبة الأيبيرية